# Station Leiden Heerensingel
Station Leiden-Heerensingel is een voormalig spoorwegstation aan de spoorlijn Hoofddorp - Leiden Heerensingel, onderdeel van de Haarlemmermeerspoorlijnen van de HESM). Het stationsgebouw werd gebouwd in 1911 en gesloopt in 1970. Het werd ontworpen door architect Karel de Bazel (1869-1923).
Het kopstation lag aan de Herensingel aan de rand van de Leidse binnenstad, ter hoogte van de Kooilaan. Tijdens het interbellum kwam het tussen de nieuwbouwbuurten De Kooi en Noorderkwartier in Leiden-Noord te liggen.
Het station, waarvan de naam Leiden Heerenpoort in de jaren twintig veranderd werd in Heerensingel, werd geopend op 3 augustus 1912. Het werd voor reizigersvervoer gesloten op 1 januari 1936. Na sluiting van de spoorlijn naar Hoofddorp werd deze opgebroken. Alleen het emplacement Leiden Heerensingel met de verbinding naar station Leiden werd pas op 1 februari 1972 gesloten. Hier was vanaf 1936 alleen goederenvervoer, vanaf de jaren vijftig met dieseltractie.

## Tweede wereldoorlog
In het laatste oorlogsjaar 1944 van de Tweede Wereldoorlog kreeg het station een significante functie in de oorlogsvoering. Vanaf hier werden de V2-raketten getransporteerd naar de afschietinstallaties in Wassenaar. Vanuit daar werd onder meer Londen bestookt. De Britten hebben nog geprobeerd om zowel het station als het emplacement te bombarderen. Echter werd een nabijgelegen kerk gebombardeerd, omdat de Britten de kerktoren aanzagen voor de toren op station Heerensingel.

## De huidige situatie
Hoewel in de omgeving vrijwel niets te zien is dat herinnert aan het voormalige station en spoorweg, wordt door benamingen als buurthuis 't Spoortje, Spoorlaan, Bielsenstraat en Seinpaalstraat naar het verleden van de plek verwezen. Bij de brug naar de Zijlpoort is een stukje spoor en een stootblok te vinden, het enige restant van het voormalige losspoor langs de Heerensingel.

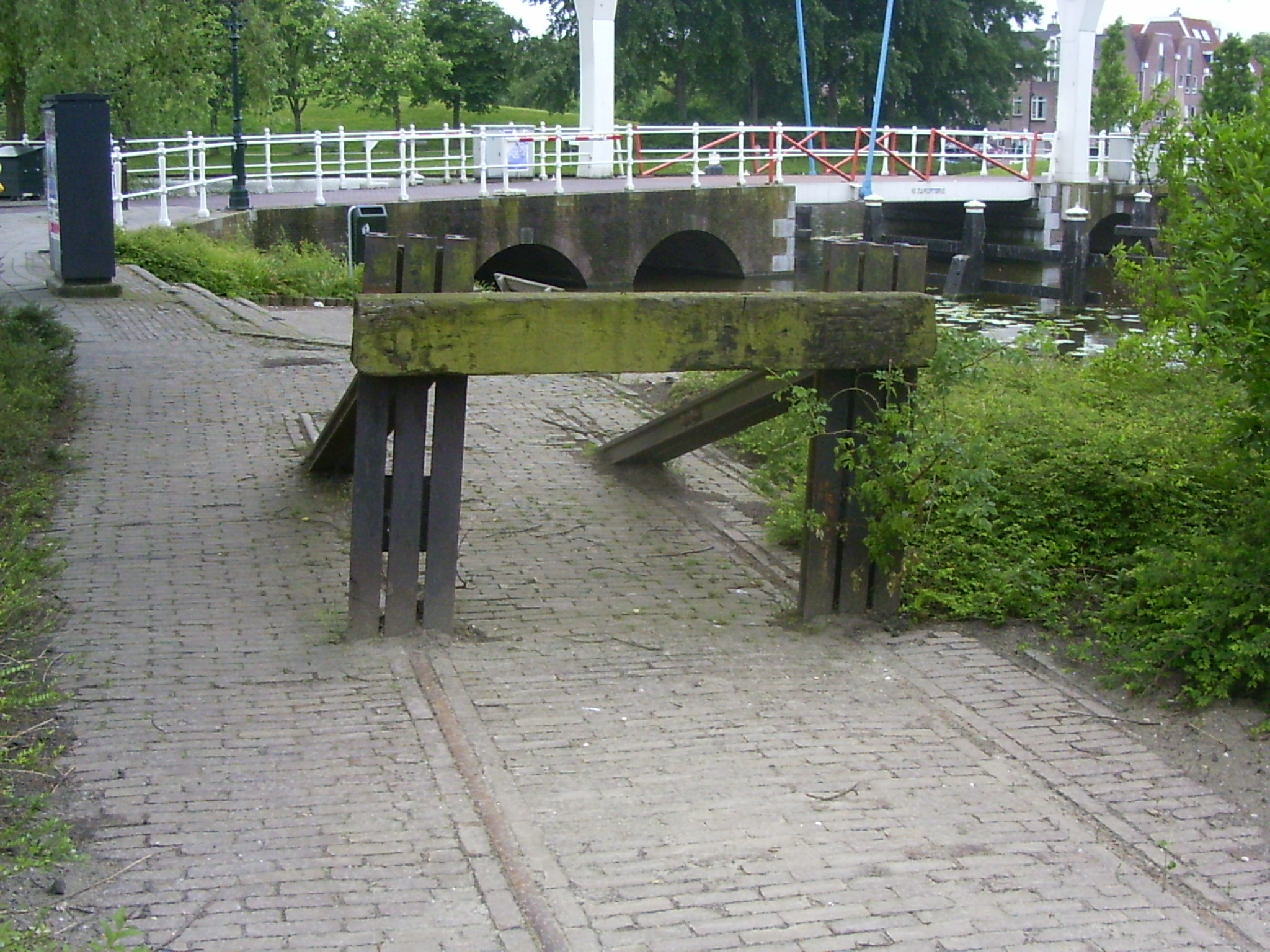
Een stootblok en een paar meter rails is het weinige wat er resteert van het oude station Leiden Heerensingel.
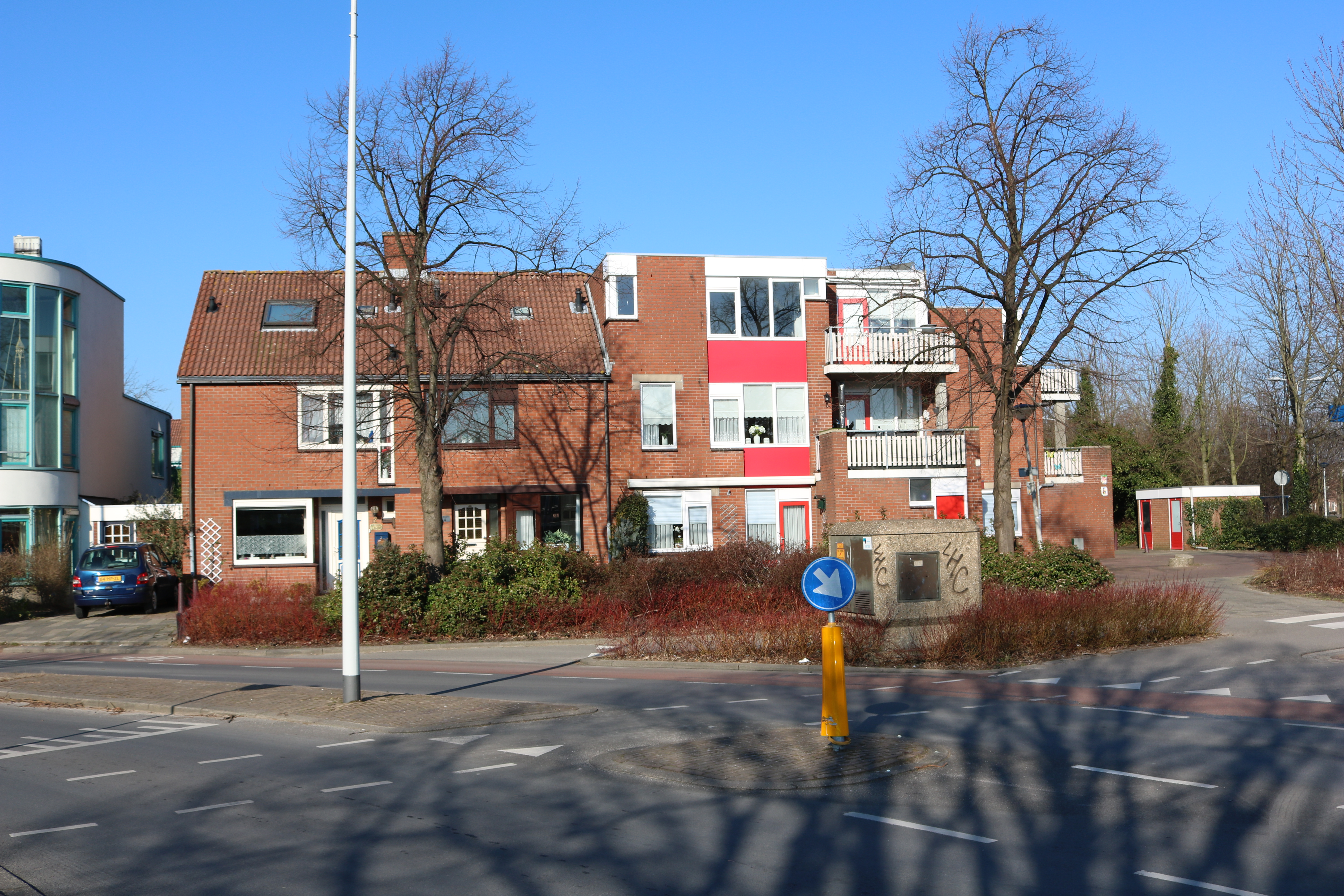
De locatie van het voormalige station is na de sloop bebouwd.
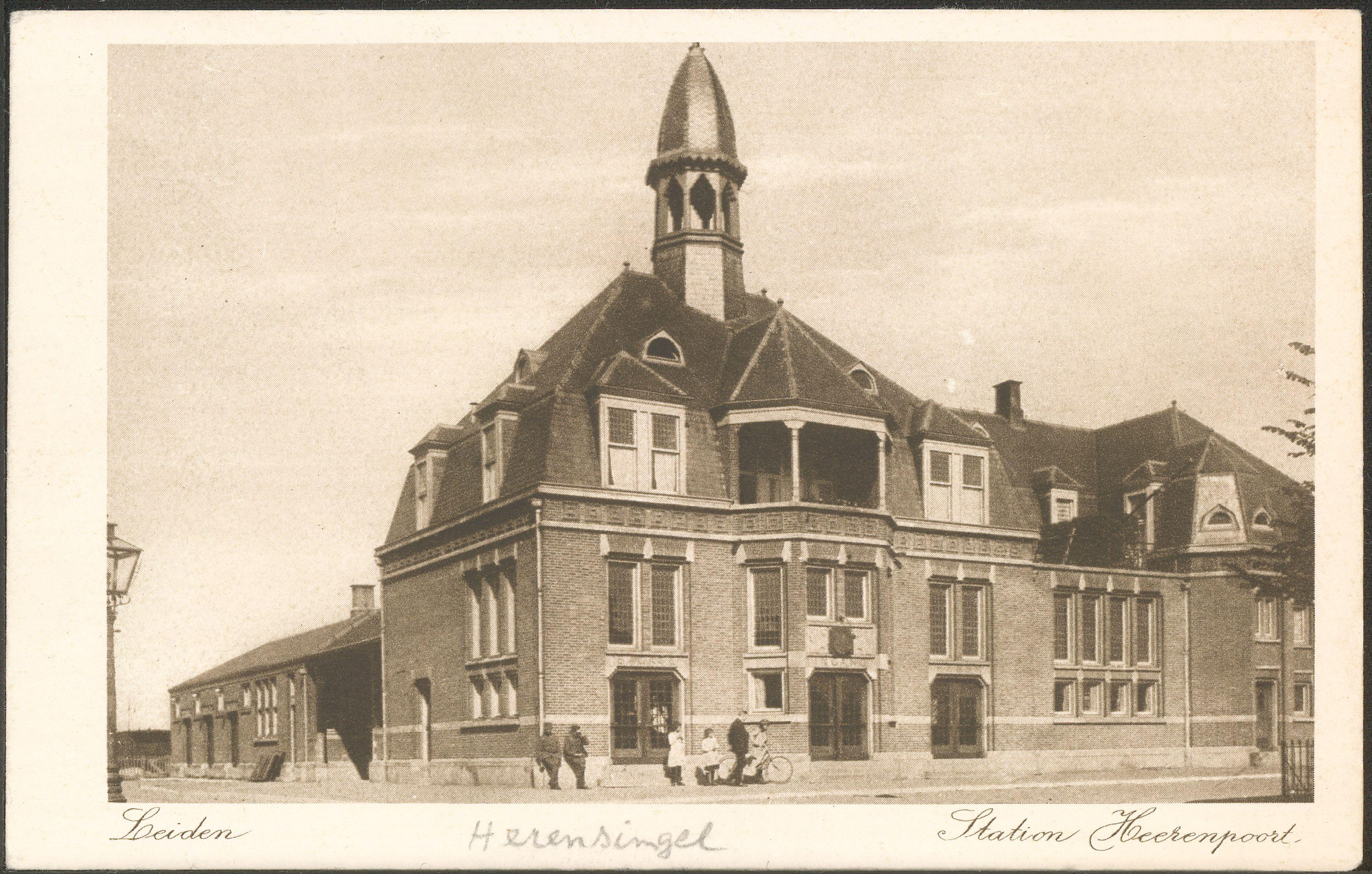
Ansichtkaart (ca.1925; Collectie Archief Leiden).
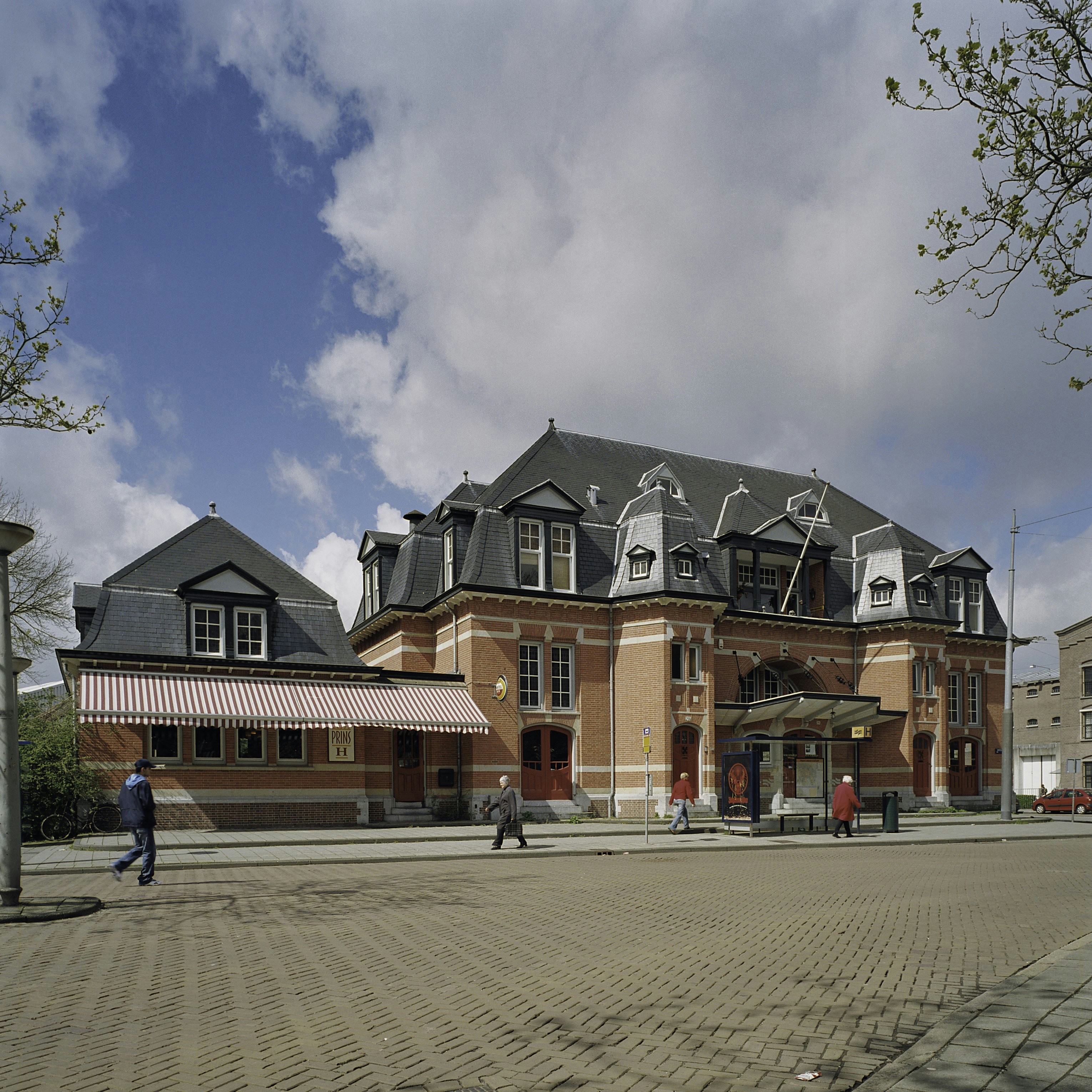
Op deze foto van Haarlemmermeerstation is de gelijkenis met station Leiden Heerensingel goed te zien.